# Pirazolonă
Pirazolonele sunt acizi enolici și fac parte din categoria antiinflamatoarelor nesteroidiene (AINS).
Reprezentantul grupei este FENILBUTAZONA.

## Fenilbutazona
Este un acid enolic derivat de pirazolidin-3,5-dionǎ.
Farmacocinetică: administrată oral fenilbutazona se absoarbe în proporție de 80-100%. Se leagă în proporție mare de proteinele plasmatice (90-98%); se metabolizează în ficat, transformându-se în doi metaboliți activi (oxifenbutazona - antiinflamator și γ-hidroxifenilbutazona - uricozuric), majoritatea metaboliților sunt eliminați glucuronoconjugați renal. Timpul de injumătățire biologică este de circa 56 de ore. 
Farmacodinamie: fenilbutazona are predominant efect antiinflamator. Clinic este eficace în inflamațiile acute de tipul accesului de gută. Referitor la formele clinice de reumatism inflamator, efectul este superior în spondilită anchilopoietică. 
Farmacotoxicologie: Este un medicament greu suportat de bolnavi. Reacțiile adverse sunt frecvente (determină oprirea tratamentului în 10-15% din cazuri). Reacții adverse care apar deseori: neplăcere epigastrică, pirozis și gastralgii, greață și vomă, diaree, diverse tulburări dispeptice. Ulcerul gastric se dezvoltă relativ rar, dar riscul activării unei boli ulceroase latente este mare. Alte reacții adverse sunt: retenție hidrosalină, uneori cu edeme (necesitând dieta hiposodată), nervozitate, insomnie, stare depresivă, reacții adverse sanguine (leucopenie, trombocitopenie, anemie aplastică, agranulocitoza, pancitopenie - cazuri rare).
Farmacoterapie: Spondilita anchilopietică, spondiloartropatii seronegative (sindrom Reiter, artrita psoriazică), accesul acut de gută, tromboflebite, poliartrită reumatoidă.
Contraindicații: persoane în vârsta, sarcină (primul trimestru).